# Riolit

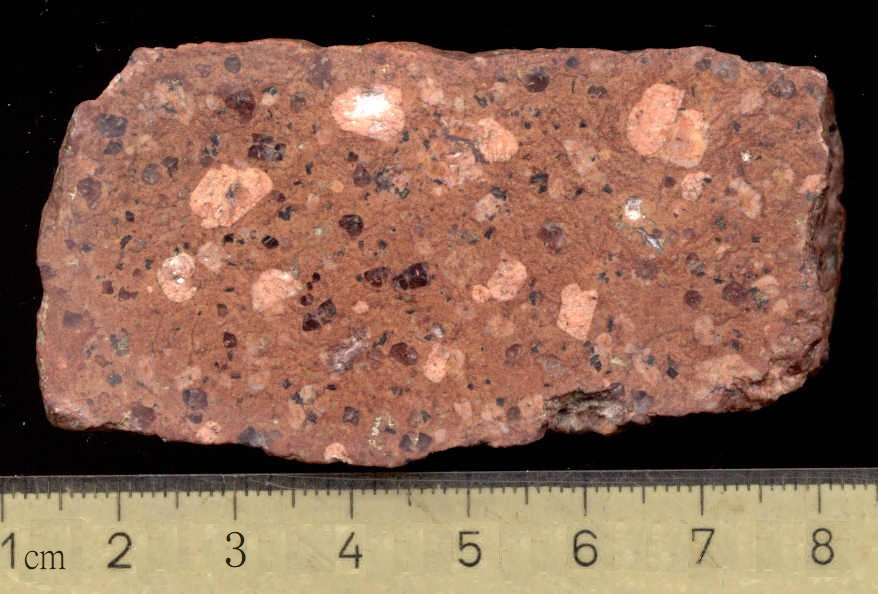
Riolit (Cuarţ porfiric)

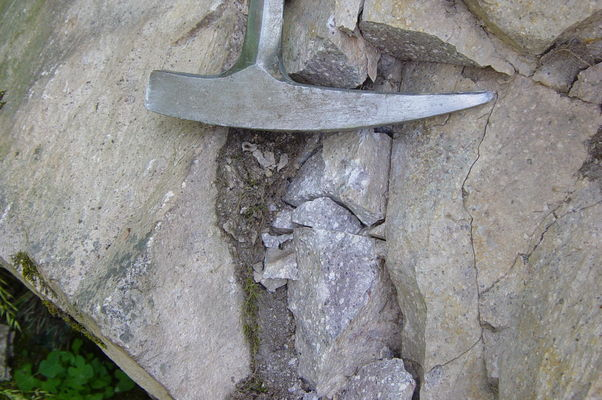
Riolit

Riolitul este o rocă vulcanică formată din cuarț, feldspat potasic, oligoclaz și biotit. Compoziția sa mineralogică și chimică corespunde granitului. Este denumit și liparit, fiind o rocă magmatică sau metamorfică compusă în cea mai mare parte din cuarț, cu densitatea sub 3 g/cm³. Denumirea veche a riolitului era de cuarț porfiric.

## Compoziție
Conținutul în cuarț al riolitului oscilează între 20 și 60 %, plagioclaz între 35 și 80 % și feldspat alcalin între 15 și 65 % (plagioclazul și feldspatul alcalin aparțin de grupa feldspaților). Riolitul mai poate conține biotit și amfiboli. În mod normal riolitul are o structură porfirică (se pot vedea clar granulele de minerale) cu dominanța cuarțului și feldspatului, structura granulară găsindu-se într-o masă amorfă sticloasă sau microcristalină.

## Geneza
Riolitul se formează în straturile profunde ale pământului, unde are loc o răcire lentă a magmei vulcanice. Răcirea lentă permite o formare de cristale mari în masa rocii. În cazul unei erupții vulcanice ulterioare, restul de magmă fluidă ajunge la suprafață unde urmează un proces rapid de răcire, prin formare de microcristale, care alcătuiesc așa-numita masă de bază a riolitului, în care se poate vedea structura porfirică de minerale mai mari formate anterior.

## Plutonite - Vulcanite
Granit - Riolit

Granodiorit - Dacit

Diorit - Andezit

Sienit - Trahit

Gabro - Bazalt

## Răspândire
- în România:
  - Munții Gutâi
  - Munții Vlădeasa
  - Munții Metaliferi

- în Germania:
  - Pădurea Turingiei,
  - Sachsen partea nordică
  - Sachsen-Anhalt la nord de Halle
  - Munții Pădurea Neagră
  - Eppan (ital. Appiano sulla Strada del Vino)

- în alte țări:
  - Vogesen, Franța de est
  - Islanda
  - Rocky Mountains SUA
  - Anzii Cordilieri, America de Sud
  - Noua Zeelandă unde se află cei mai noi vulcani cu riolit

## Utilizare
- piatră de pavare a drumurilor,
- piatră de construcție, calea ferată
- măcinat în mori, folosit ca nisip sau pietriș
- ca piatră decorativă